# Tsuruhiko Kiuchi
Tsuruhiko Kiuchi,4 juin 1954 et mort le 1er décembre 2024, est un astronome amateur japonais.

## Biographie
Tsuruhiko Kiuchi est un astronome amateur japonais connu aussi en dehors du Japon. Kiuchi construit son propre télescope, et observe le ciel de la ville d' Usuda, aujourd'hui enclavée dans la ville de Saku, située dans la préfecture de Nagano.

## Observations et découvertes
Kiuchi s'est spécialisé dans les comètes. Il a codécouvert deux comètes, C/1990 E1 (Cernis-Kiuchi-Nakamura) (1990b) et C/1990 N1 (Tsuchiya-Kiuchi) (1990i), mais est particulièrement connu pour avoir redécouvert la comète périodique 109P/Swift-Tuttle à l'origine de l'essaim des Perséides.
Kiuchi a également redécouvert de façon indépendante la comète périodique 97P/Metcalf-Brewington.

## Honneurs
Un astéroïde lui a été dédié, (5481) Kiuchi.